# Toribio Porco Ticona
Toribio Porco Ticona (Atocha, 25 aprile 1937) è un cardinale e vescovo cattolico boliviano, dal 29 giugno 2012 prelato emerito di Corocoro.

## Biografia
Toribio Porco Ticona è nato il 25 aprile 1937 ad Atocha, dipartimento e diocesi di Potosí, nel sud della Bolivia.
Ha ricevuto l'ordinazione sacerdotale il 29 gennaio 1967 per imposizione delle mani di monsignor Cleto Loayza Gumiel, vescovo di Potosí; si è incardinato, ventinovenne, come presbitero della medesima diocesi.

### Ministero episcopale
Il 5 aprile 1976 papa Paolo VI lo ha nominato, quasi quarantanovenne, vescovo ausiliare di Potosí, assegnandogli contestualmente la sede titolare di Timici. Ha ricevuto la consacrazione episcopale il successivo 31 maggio, nella Chiesa di Nostra Signora dell'Immacolata Concezione a Potosí, per imposizione delle mani di Santos Abril y Castelló, arcivescovo titolare di Tamada e nunzio apostolico in Bolivia nonché futuro cardinale, assistito dai co-consacranti Edmundo Luis Flavio Abastoflor Montero, vescovo di Potosí, e Jesús Agustín López de Lama, C.P., vescovo titolare di Case Calane e prelato di Corocoro.
Il 4 giugno 1992 papa Giovanni Paolo II lo ha nominato, cinquantacinquenne, 3º prelato di Corocoro; è succeduto a monsignor Jesús Agustín López de Lama, dimessosi sessantunenne il 5 settembre 1991.
Il 29 giugno 2012 papa Benedetto XVI ha accettato la sua rinuncia per raggiunti limiti d'età, poco dopo il compimento dei settantacinque anni; gli è succeduto monsignor Percy Lorenzo Galván Flores il 2 febbraio 2013.

### Cardinale
Il 20 maggio 2018, alla fine della recita del Regina Coeli, papa Francesco ha annunciato la sua creazione a cardinale nel concistoro del 28 giugno seguente. Durante la cerimonia gli sono stati conferiti la berretta, l'anello cardinalizio ed il titolo dei Santi Gioacchino e Anna al Tuscolano, vacante dalla scomparsa di Keith Michael Patrick O'Brien, arcivescovo emerito di Saint Andrews ed Edimburgo.. Ha preso possesso della sua chiesa titolare in una celebrazione svoltasi il 13 ottobre seguente alle ore 18:30.

## Controversie
Il cardinale è stato coinvolto in molte polemiche:
Promotore della Teologia della liberazione
Dichiara pubblicamente la sua amicizia con il presidente boliviano Evo Morales, difensore del socialismo del Secolo XXI°, che il vescovo sostenne quando Morales era uno dei Leader dell'Unione Foglia di coca. Inoltre, non nasconde il suo ripetuto appoggio ai sostenitori della teologia della liberazione, che ha segnato la sua carriera ecclesiale all'interno della Chiesa cattolica boliviana, conosciuto quando era un prete del Terzo mondo, "difensore dei minatori e dei contadini".
Riduzione dei cattolici durante il suo governo pastorale
Le statistiche della Chiesa cattolica in Bolivia affermano che durante il suo mandato come vescovo-prelato territoriale di Corocoro vi fu una diminuzione dei fedeli cattolici dal 90,5% nel 1992 all'87,6%, con un aumento delle fedi protestanti, diminuzione che mise in discussione il suo lavoro "vicino ai poveri".
Distacco dagli altri vescovi boliviani
Il vescovo Ticona Porco sostenne, sia la costruzione del lussuoso Palazzo del Governo, che la rielezione di Evo Morales. Nel febbraio 2016 questa posizione ha indotto la Conferenza episcopale boliviana a sottolineare che il vescovo non è il suo portavoce, né le sue opinioni riflettono il sentimento dei vescovi della Bolivia che sono contro Evo Morales e il suo partito Movimento per il Socialismo (MAS).
Vendita di terre ecclesiastiche
Fonti non identificate affermano che il 24 settembre del 1987, un terreno di 1 224 metri quadrati situato in Laima Chuma di Villa 22 de diciembre de Llallagua, di proprietà di Emilio Rocha e Gladys Olivio Rocha, è stata venduta in regime di alienazione perpetua a favore del Vescovado di Potosi, rappresentato allora dal vescovo ausiliare di Potosi, Toribio Ticona Porco, come è stato dichiarato nel verbale del trasferimento e modulo 502 dell'ufficio del diritto reale della Bolivia.
La vendita è stata confermata da una successiva rettifica della superficie, riportata nel documento n°462/2010, emesso in data 28 gennaio 2013. Tale documento, modifica la superficie del terreno da 1 224 a 1 717 metri quadrati, è stato redatto dal vescovo ausiliare Toribio Porco, che appone la sua firma in qualità di rappresentante del Vescovado di Potosi.
Il terreno in questione è stato successivamente rivenduto il 10 ottobre 2013 per mezzo di un avviso davanti ad un notaio pubblico. In quel documento, Porco Ticona viene identificato come "rappresentante del Vescovato di Potosí con piena capacità legale", che lo ha rivenduto sempre allo stesso soggetto dalla quale lo aveva acquistato, "Leonor RG"
Cambio di cognome e identità
Sulla carta d'identità del vescovo-prelato emerito Toribio Ticona Porco, il vescovo appare identificabile civilmente come "Toribio Porco Ticona", ma ecclesialmente viene identificato come "Toribio Ticona Porco", scambio di posizione del cognome che ha generato sospetti nella popolazione della Bolivia dal momento che non esiste alcuna usanza o pratica legale del cambiamento di ordine dei loro cognomi.
Vescovo cattolico in "concubinato"
Lo stesso vescovo-prelato emerito di Corocoro Toribio Porco Ticona, ha negato le accuse, mosse contro di lui, secondo la quale dal 2011 è stato sospettato di avere rapporti con una concubina e di avere dei figli. Con la nomina a cardinale, le accuse sono tornate alla luce, il cardinale sarebbe sentimentalmente coinvolto con una certa signora "Leonor RG" e di avere figli. Il caso venne posto all'attenzione del nunzio apostolico in Bolivia, arcivescovo Angelo Accattino, al quale è stata presentata una dichiarazione sostitutiva della denuncia.
Prima delle denunce il prelato ha reso noto che i fatti non corrispondono alla sua persona.

## Genealogia episcopale
La genealogia episcopale è:
- Cardinale Scipione Rebiba
- Cardinale Giulio Antonio Santori
- Cardinale Girolamo Bernerio, O.P.
- Arcivescovo Galeazzo Sanvitale
- Cardinale Ludovico Ludovisi
- Cardinale Luigi Caetani
- Cardinale Ulderico Carpegna
- Cardinale Paluzzo Paluzzi Altieri degli Albertoni
- Papa Benedetto XIII
- Papa Benedetto XIV
- Papa Clemente XIII
- Cardinale Marcantonio Colonna
- Cardinale Giacinto Sigismondo Gerdil, B.
- Cardinale Giulio Maria della Somaglia
- Cardinale Carlo Odescalchi, S.I.
- Cardinale Costantino Patrizi Naro
- Cardinale Lucido Maria Parocchi
- Papa Pio X
- Papa Benedetto XV
- Papa Pio XII
- Cardinale Eugène Tisserant
- Papa Paolo VI
- Cardinale Agostino Casaroli
- Cardinale Santos Abril y Castelló
- Cardinale Toribio Ticona Porco